# Pentathlon moderno ai Giochi della XVI Olimpiade
Le competizioni del pentathlon moderno ai Giochi della XVI Olimpiade si sono si svolte dal 23 al 28 novembre 1956 in varie sedi a melbourne. Come a Helsinki 1952 si sono disputate due gare maschili, una individuale e una a squadre.

## Podi
| Evento                      | Oro                                                            | Perform. | Argento                                               | Perform. | Bronzo                                                | Perform. |
| Gara individuale (dettagli) | Lars Hall                                                      | 4833,0   | Olavi Mannonen                                        | 4774,5   | Wäinö Korhonen                                        | 4750,0   |
| Gara a squadre (dettagli)   | Unione Sovietica Igor' Novikov Aleksandr Tarasov Ivan Derjugin | 13690,5  | Stati Uniti George Lambert William Andre Jack Daniels | 13482,0  | Finlandia Olavi Mannonen Wäinö Korhonen Berndt Katter | 13185,5  |

## Medagliere
| Posizione | Paese            |   |   |   | Totale |
| --------- | ---------------- | - | - | - | ------ |
| 1         | Svezia           | 1 | 0 | 0 | 1      |
| 1         | Unione Sovietica | 1 | 0 | 0 | 1      |
| 3         | Finlandia        | 0 | 1 | 2 | 3      |
| 4         | Stati Uniti      | 0 | 1 | 0 | 1      |
| Totale    | Totale           | 2 | 2 | 2 | 6      |